# Claudio Villa (terzo album del 1957)
Claudio Villa (1957) è il terzo album di Claudio Villa.

## Il disco
Dopo i successi del cantante romano sia di vendite che al Festival di Sanremo la Vis Radio decide di sfruttare l'onda del successo pubblicando una serie di 33 giri omonimi che includono canzoni incise tra il 1949 e il 1956 nel periodo in cui Villa era sotto contratto con quest'etichetta.
I brani quindi sono già tutti noti e vi sono quindi inediti, tuttavia sono solo inediti su LP, in quanto furono registrati appositamente per 78 e 45 giri.
Il disco include otto brani eseguiti in  napoletano dal cantante. Alcuni di essi verranno reincisi negli anni successivi. I pezzi più famosi sono indubbiamente Munasterio e Santa Chiara, Na sera 'e maggio e Anema e core.
Anche questo disco fu pubblicato in formato 25 cm (leggermente più piccolo dei normali LP).

## Tracce
LATO A
1. 'Na sera 'e maggio
2. Anema e core
3. Te sto aspettanno
4. Pasquale militare

LATO B
1. A voce e mamma
2. Si tu me cercarraje
3. Munasterio 'e Santa Chiara
4. Mariarosa